# واتوواوي-فيتوويناني
واتوواوي-فیتوویناني (بالفرنسية: Vatovavy-Fitovinany)‏ هي منطقة تقع في جنوب شرق مدغشقر. تمتد المنطقة على طول الجزء الجنوبي من الساحل الشرقي لمدغشقر. تحدها أتسينانانا (الشمال)، أمورونئي مانیا وهوت ماتسياترا (الغرب) و أتسيمو-أتسينانانا (جنوب).

## التقسيمات الإدارية
تنقسم منطقة واتوواوي-فيتوفيناني إلى ست مقاطعات، تنقسم إلى 122 بلدية.
- Ifanadiana District
- Ikongo District
- Manakara District
- Mananjary District
- Nosy Varika District
- Vohipeno District